# Chiesa evangelica luterana in America
La Chiesa evangelica luterana in America è una chiesa luterana degli Stati Uniti fondata nel 1988. Essa è affiliata alla Federazione Mondiale Luterana, raggruppa più di 2.7 milioni di fedeli ed è presieduta da Elizabeth Eaton.

## Storia
La Chiesa evangelica luterana in America è nata dalla fusione di tre chiese precedenti: la Chiesa luterana americana, la Chiesa luterana in America e l'Associazione della Chiese luterane evangeliche.
Dal 2000 è in piena comunione con la Chiesa episcopale degli Stati Uniti d'America, unica denominazione luterana statunitense ad aver raggiunto questo accordo.